# Sony Ericsson W880i
Sony Ericsson W880i er udkommet 2006 og forgængeren af W890i. Det en Walkman-telefon. Den har tynde taster, og er en tynd mobil på 1.8 mm tynd.
W880i har blandt andet følgende specifikationer:
- Bluetooth
- Kamera 2.0 megapixel
- TrackID
- (MP3/MP3/AAC)Video Ringetone (MP4/3GPP)
- Walkman Player 2.0
- Java